# Bóng đá tại Đại hội Thể thao Đông Nam Á 2019
Bóng đá tại Đại hội Thể thao Đông Nam Á 2019 bao gồm bóng đá nam và bóng đá nữ. Nội dung bóng đá nam diễn ra từ ngày 25 tháng 11 đến ngày 10 tháng 12 năm 2019, và nội dung bóng đá nữ diễn ra từ ngày 26 tháng 11 đến ngày 8 tháng 12 năm 2019. Tất cả các trận đấu được tổ chức tại ba địa điểm ở Philippines; sân vận động tưởng niệm Rizal ở Manila cho giải đấu nam và sân vận động bóng đá Biñan ở Biñan, Laguna cho giải đấu nữ. Độ tuổi tham dự là U-22 cộng thêm tối đa 2 cầu thủ quá tuổi đối với nam, và không giới hạn độ tuổi đối với nữ.
Việt Nam thống trị hoàn toàn môn bóng đá tại đại hội lần này với hai tấm huy chương vàng, đánh bại lần lượt Indonesia (nam) và Thái Lan (nữ) trong hai trận chung kết.

## Lịch thi đấu
Dưới đây là lịch thi đấu cho môn bóng đá.
| G | Vòng bảng | ½ | Bán kết | B | Play-off tranh hạng ba | F | Chung kết |

| Nội dung | T2 25 | T3 26 | T4 27 | T5 28 | T6 29 | T7 30 | CN 1 | T2 2 | T3 3 | T4 4 | T5 5 | T6 6 | T7 7 | CN 8 | CN 8 | T2 9 | T3 10 | T3 10 |
| -------- | ----- | ----- | ----- | ----- | ----- | ----- | ---- | ---- | ---- | ---- | ---- | ---- | ---- | ---- | ---- | ---- | ----- | ----- |
| Nam      | G     | G     | G     | G     | G     |       | G    | G    | G    | G    | G    |      | ½    |      |      |      | B     | F     |
| Nữ       |       | G     |       |       | G     |       |      | G    |      |      | ½    |      |      | B    | F    |      |       |       |

## Các địa điểm
Môn bóng đá nam được tổ chức tại sân vận động tưởng niệm Rizal ở Manila, với việc cải tạo và lắp đạt ghế ngồi và mái che riêng ở khu vực dành cho khán giả bên ngoài khán đài chính của sân vận động để chuẩn bị cho đại hội. Sân vận động bóng đá Biñan ở Biñan, Laguna sẽ tổ chức các trận đấu bóng đá nam và bóng đá nữ.
Ngoài hai địa điểm trên, sân vận động Đại học Makati cũng như các sân tại Đại học Philippines, Đại học Viễn đông Diliman và Carmona là địa điểm luyện tập cho các đội tuyển tham gia.
Tất cả các sân thi đấu đều là sân cỏ nhân tạo, điều này dẫn đến nhiều chấn thương cho cac cầu thủ trong quá trình thi đấu.
| Manila                        | Biñan                      | Imus                        | ManilaBiñanImusBóng đá tại Đại hội Thể thao Đông Nam Á 2019 (Luzon) |
| Sân vận động tưởng niệm Rizal | Sân vận động bóng đá Biñan | Sân vận động Thành phố Imus | ManilaBiñanImusBóng đá tại Đại hội Thể thao Đông Nam Á 2019 (Luzon) |
| Sức chứa: 12.873              | Sức chứa: 3.000            | Sức chứa: 4.800             | ManilaBiñanImusBóng đá tại Đại hội Thể thao Đông Nam Á 2019 (Luzon) |
|                               |                            |                             | ManilaBiñanImusBóng đá tại Đại hội Thể thao Đông Nam Á 2019 (Luzon) |

## Các quốc gia tham dự
Tổng cộng 336 vận động viên từ 11 quốc gia đã tham dự môn bóng đá (số lượng vận động viên được hiển thị trong ngoặc đơn).
| Quốc gia               | Nam  | Nữ   |
| ---------------------- | ---- | ---- |
| Brunei                 | (20) | No   |
| Campuchia              | (20) | No   |
| Indonesia              | (20) | (20) |
| Lào                    | (20) | No   |
| Malaysia               | (20) | (20) |
| Myanmar                | (20) | (20) |
| Philippines            | (20) | (20) |
| Singapore              | (19) | No   |
| Thái Lan               | (20) | (20) |
| Đông Timor             | (18) | No   |
| Việt Nam               | (20) | (20) |
| Tổng cộng: 11 quốc gia | 11   | 6    |

## Giải đấu nam

### Vòng bảng

#### Bảng A
| VT | Đội             | ST | T | H | B | BT | BB | HS  | Đ  | Giành quyền tham dự     |
| -- | --------------- | -- | - | - | - | -- | -- | --- | -- | ----------------------- |
| 1  | Myanmar         | 4  | 3 | 1 | 0 | 8  | 4  | +4  | 10 | Vòng đấu loại trực tiếp |
| 2  | Campuchia       | 4  | 2 | 1 | 1 | 10 | 4  | +6  | 7  | Vòng đấu loại trực tiếp |
| 3  | Philippines (H) | 4  | 2 | 1 | 1 | 9  | 4  | +5  | 7  |                         |
| 4  | Malaysia        | 4  | 1 | 1 | 2 | 6  | 5  | +1  | 4  |                         |
| 5  | Đông Timor      | 4  | 0 | 0 | 4 | 2  | 18 | −16 | 0  |                         |

#### Bảng B
| VT | Đội       | ST | T | H | B | BT | BB | HS  | Đ  | Giành quyền tham dự     |
| -- | --------- | -- | - | - | - | -- | -- | --- | -- | ----------------------- |
| 1  | Việt Nam  | 5  | 4 | 1 | 0 | 17 | 4  | +13 | 13 | Vòng đấu loại trực tiếp |
| 2  | Indonesia | 5  | 4 | 0 | 1 | 17 | 2  | +15 | 12 | Vòng đấu loại trực tiếp |
| 3  | Thái Lan  | 5  | 3 | 1 | 1 | 14 | 4  | +10 | 10 |                         |
| 4  | Singapore | 5  | 1 | 1 | 3 | 7  | 6  | +1  | 4  |                         |
| 5  | Lào       | 5  | 1 | 1 | 3 | 4  | 12 | −8  | 4  |                         |
| 6  | Brunei    | 5  | 0 | 0 | 5 | 0  | 31 | −31 | 0  |                         |

### Vòng đấu loại trực tiếp
|  | Bán kết              | Bán kết  |                            |   | Trận tranh huy chương vàng | Trận tranh huy chương vàng |
|  |                      |          |                            |   |                            |                            |
|  | 7 tháng 12 – Manila  |          |                            |   |                            |                            |
|  |                      |          |                            |   |                            |                            |
|  | Myanmar              | 2        |                            |   |                            |                            |
|  | Myanmar              | 2        | 10 tháng 12 – Manila       |   |                            |                            |
|  | Indonesia (s.h.p.)   | 4        |                            |   |                            |                            |
|  | Indonesia (s.h.p.)   | 4        | Indonesia                  | 0 |                            |                            |
|  | 7 tháng 12 – Manila  |          | Indonesia                  | 0 |                            |                            |
|  |                      | Việt Nam | 3                          |   |                            |                            |
|  | Việt Nam             | Việt Nam | 3                          | 4 |                            |                            |
|  | Việt Nam             |          |                            | 4 |                            |                            |
|  | Campuchia            | 0        |                            |   |                            |                            |
|  | Campuchia            | 0        | Trận tranh huy chương đồng |   |                            |                            |
|  |                      |          |                            |   |                            |                            |
|  | 10 tháng 12 – Manila |          |                            |   |                            |                            |
|  |                      |          |                            |   |                            |                            |
|  | Myanmar (p)          | 2 (5)    |                            |   |                            |                            |
|  | Myanmar (p)          | 2 (5)    |                            |   |                            |                            |
|  | Campuchia            | 2 (4)    |                            |   |                            |                            |

### Huy chương vàng
| Bóng đá nam Đại hội Thể thao Đông Nam Á 2019 |
| -------------------------------------------- |
| · Việt Nam · Lần thứ 1                       |

## Giải đấu nữ

### Vòng bảng

#### Bảng A
| VT | Đội             | ST | T | H | B | BT | BB | HS  | Đ | Giành quyền tham dự     |
| -- | --------------- | -- | - | - | - | -- | -- | --- | - | ----------------------- |
| 1  | Myanmar         | 2  | 1 | 1 | 0 | 5  | 0  | +5  | 4 | Vòng đấu loại trực tiếp |
| 2  | Philippines (H) | 2  | 1 | 1 | 0 | 5  | 0  | +5  | 4 | Vòng đấu loại trực tiếp |
| 3  | Malaysia        | 2  | 0 | 0 | 2 | 0  | 10 | −10 | 0 |                         |

1. 1 2  Điểm kỷ luật: Myanmar −1, Philippines −3.

#### Bảng B
| VT | Đội       | ST | T | H | B | BT | BB | HS  | Đ | Giành quyền tham dự     |
| -- | --------- | -- | - | - | - | -- | -- | --- | - | ----------------------- |
| 1  | Việt Nam  | 2  | 1 | 1 | 0 | 7  | 1  | +6  | 4 | Vòng đấu loại trực tiếp |
| 2  | Thái Lan  | 2  | 1 | 1 | 0 | 6  | 2  | +4  | 4 | Vòng đấu loại trực tiếp |
| 3  | Indonesia | 2  | 0 | 0 | 2 | 1  | 11 | −10 | 0 |                         |

### Vòng đấu loại trực tiếp
|  | Bán kết             | Bán kết           |                            |   | Trận tranh huy chương vàng | Trận tranh huy chương vàng |
|  |                     |                   |                            |   |                            |                            |
|  | 5 tháng 12 – Manila |                   |                            |   |                            |                            |
|  |                     |                   |                            |   |                            |                            |
|  | Myanmar             | 0                 |                            |   |                            |                            |
|  | Myanmar             | 0                 | 8 tháng 12 – Manila        |   |                            |                            |
|  | Thái Lan            | 1                 |                            |   |                            |                            |
|  | Thái Lan            | 1                 | Thái Lan                   | 0 |                            |                            |
|  | 5 tháng 12 – Biñan  |                   | Thái Lan                   | 0 |                            |                            |
|  |                     | Việt Nam (s.h.p.) | 1                          |   |                            |                            |
|  | Việt Nam            | Việt Nam (s.h.p.) | 1                          | 2 |                            |                            |
|  | Việt Nam            |                   |                            | 2 |                            |                            |
|  | Philippines         | 0                 |                            |   |                            |                            |
|  | Philippines         | 0                 | Trận tranh huy chương đồng |   |                            |                            |
|  |                     |                   |                            |   |                            |                            |
|  | 8 tháng 12 – Manila |                   |                            |   |                            |                            |
|  |                     |                   |                            |   |                            |                            |
|  | Myanmar             | 2                 |                            |   |                            |                            |
|  | Myanmar             | 2                 |                            |   |                            |                            |
|  | Philippines         | 1                 |                            |   |                            |                            |

### Huy chương vàng
| Bóng đá nữ Đại hội Thể thao Đông Nam Á 2019 |
| ------------------------------------------- |
| · Việt Nam · Lần thứ 6                      |

## Tóm tắt huy chương

### Bảng huy chương
| Hạng               | Đoàn               | Vàng | Bạc | Đồng | Tổng số |
| ------------------ | ------------------ | ---- | --- | ---- | ------- |
| 1                  | Việt Nam (VIE)     | 2    | 0   | 0    | 2       |
| 2                  | Indonesia (INA)    | 0    | 1   | 0    | 1       |
| 2                  | Thái Lan (THA)     | 0    | 1   | 0    | 1       |
| 4                  | Myanmar (MYA)      | 0    | 0   | 2    | 2       |
| Tổng số (4 đơn vị) | Tổng số (4 đơn vị) | 2    | 2   | 2    | 6       |

### Danh sách huy chương
| Nội dung     | Vàng | Bạc | Đồng |
| ------------ | --- | --- | --- |
| Giải đấu nam | Việt Nam (VIE) · Bùi Tiến Dũng · Đỗ Thanh Thịnh · Huỳnh Tấn Sinh · Hồ Tấn Tài · Đoàn Văn Hậu · Lê Ngọc Bảo · Triệu Việt Hưng · Nguyễn Trọng Hoàng · Hà Đức Chinh · Trần Thanh Sơn · Trương Văn Thái Quý · Nguyễn Hoàng Đức · Đỗ Hùng Dũng · Nguyễn Thành Chung · Nguyễn Quang Hải (C) · Nguyễn Trọng Hùng · Nguyễn Đức Chiến · Nguyễn Tiến Linh · Bùi Tiến Dụng · Nguyễn Văn Toản             | Indonesia (INA) · Muhammad Riyandi · Andy Setyo · Dodi Alekvan Djin · Nurhidayat Haji Haris · Bagas Adi · Evan Dimas · Zulfiandi · Witan Sulaeman · Muhammad Rafli · Egy Maulana Vikri · Firza Andika · Nadeo Argawinata · Rachmat Irianto · Asnawi Bahar · Saddil Ramdani · Sani Rizki · Syahrian Abimanyu · Irkham Milla · Feby Eka Putra · Osvaldo Haay                                                                        | Myanmar (MYA) · Soe Arkar · Win Moe Kyaw · Ye Min Thu · Soe Moe Kyaw · Ye Yint Aung · Hlaing Bo Bo · Lwin Moe Aung · Myat Kaung Khant · Sithu Aung · Win Naing Tun · Zin Min Tun · Aung Wunna Soe · Aung Kaung Mann · Thu Rein Soe · Aung Naing Win · Kaung Htet Soe · Soe Lwin Lwin · Sann Satt Naing · Htet Phyo Wai · Nay Moe Naing |
| Giải đấu nữ  | Việt Nam (VIE) · Huỳnh Như (C) · Trần Thị Kim Thanh · Trần Thị Hồng Nhung · Phạm Thị Tươi · Chương Thị Kiều · Nguyễn Thị Xuyến · Nguyễn Thị Tuyết Dung · Nguyễn Thị Bích Thùy · Dương Thị Vân · Thái Thị Thảo · Trần Thị Phương Thảo · Phạm Hải Yến · Khổng Thị Hằng · Hoàng Thị Loan · Lê Thị Diễm My · Nguyễn Thị Liễu · Vũ Thị Nhung · Trần Nguyễn Bảo Châu · Vũ Thị Thúy · Nguyễn Thị Vạn | Thái Lan (THA) · Waraporn Boonsing · Warunee Phetwiset · Phonphirun Pilawan · Natthakarn Chinwong · Khwanrudi Saengchan · Wilaiporn Boothduang · Rattikan Thongsombut · Orapin Waenngoen · Jaruwan Chaiyarak · Kanyanat Chetthabutr · Taneekarn Dangda · Yada Sengyong · Suchawadee Nildhamrong · Saruda Konfay · Sunisa Srangthaisong · Ainon Phancha · Pitsamai Sornsai · Silawan Intamee · Pikul Khueanpet · Kanjana Sungngoen | Myanmar (MYA) · Khin Marlar Tun · Mya Phu Ngon · Khin Than Wai · Khaing Thazin · Ei Yadanar Phyo · Chit Chit · Myat Noe Khin · Khin Mo Mon Thun · Win Theingi Tun · Khin Moe Wai · Yee Yee Oo · Wai Wai Aung · Nge Nge Htwe · July Kyaw · Aye Aye Moe · Nu Nu · May Zin Nwe · Phyu Phyu Win · Thin Thin Yu · Thaw San Thaw             |